# Leopoldia caucasica
Leopoldia caucasica là một loài thực vật có hoa trong họ Măng tây. Loài này được (Griseb.) Losinsk. mô tả khoa học đầu tiên năm 1935.